# Раду Драгушин
Раду Матеј Драгушин (рум. Radu Matei Drăgușin; Букурешт, 3. фебруар 2002) је румунски професионални фудбалер који игра на позицији одбрамбеног играча у енглеском лигашу Тотенхем и репрезентацију Румуније.

## Играчка каријера

### Клубови
Драгушин је у добу од седам године се придружио младом тиму Спортул Студенцек. Играо је у клубу четири године пре његовог распада, а затим је прешао у Регал Спорт Букурешт где је био саиграч са Октавијаном Попескуом и Луком Флориком између осталих.
Јувентус
Године 2018, уз интересовање Челсија, Пари Сен Жермена и Атлетико Мадрида, Драгушин је прешао у италијански клуб Јувентус за 260.000 евра. Првобитно додељен као играч испод 17 година, брзо је прешао у тим испод 19 година. Дана 25. јануара 2020, на средини сезоне Серије Ц 2019–20, Драгушин је дебитовао за Јувентус У23 против Про Патрије ушавши у 36. минуту као замена за Рафаела Алкибијада.
Андреа Пирло га је 8. новембра позвао у сениорски тим за меч у Серији А против Лација. У клубу и Европи дебитовао је 2. децембра, појавивши се као замена у победи на домаћем терену над Динамом Кијевом резултатом 3-0 у групној фази УЕФА Лиге шампиона.Драгушин је дебитовао у лиги 11 дана касније, а у 90. минуту је ушао уместо Матајс де Лихта у победи у гостима над Ђеновом резултатом 3–1.
Дана 13. јануара 2021, Драгушин је почео свој први меч на Купу Италије, пошто је његова екипа победила Ђенову са 3–2 после продужетака. Његов први гол у каријери постигао је за млађе од 23 годин,е 13. фебруара 2021. у поразу у гостима од АлбиноЛефеа резултатом 3–0.  У априлу, Драгушинове добре игре донеле су му четворогодишњи уговор са Јувентусом.
На позајмици у Сампдорији и Салернитани
Дана 31. августа 2021, Драгушин је послат на позајмицу у други клуб из Серије А Сампдорију на једну сезону. Деби је забележио 22. октобра, у победи у лиги од 2:1 над Специјом у којој је заменио повређеног Валерија Вереа у 19. минуту. Пет дана касније, одиграо је пуних 90 минута у поразу од Аталанте резултатом 1–3.
Дана 31. јануара 2022, након што је његова позајмица у Сампдорији прерано прекинута, Драгушин је прешао у Салернитану на позајмицу до краја сезоне. За њих је дебитовао 7. фебруара, почевши нерешеним резултатом 2–2 против Специје.
Ђенова
Дана 14. јула 2022, Драгушин је позајмљен Ђенови из Серије Б са опцијом куповине. Дана 25. јануара 2023., његов агент је објавио да је клаузула о трајном трансферу активирана након што је испунио неколико циљева, уз накнаду од око 5,5 милиона евра плус 1,8 милиона евра у виду условних бонуса. Сакупио је 40 наступа и четири гола у свим такмичењима током сезоне 2022–23, пошто је Ђенова завршила на другом месту у лиги и зарадила директну промоцију у Серију А.
Драгушин је постигао свој први гол у другом такмичењу 10. новембра 2023, у победи домаћина над Хелас Вероном резултатом 1–0. Новине Газета Спортурилор су га 21. децембра прогласиле за добитника награде за фудбалера године Румуније 2023. године.  Осам дана касније, изједначио је голом у ремију 1-1 код куће против Интера из Милана.
Тотенхем хотспур
Дана 11. јануара 2024. године, усред извештаја о понудама за трансфер из Тотенхем Хотспура и Бајерна из Минхена, Драгушин се придружио Тотенхему потписивањем уговора до јуна 2030. године.  Гарантована цена трансфера од 25 милиона евра (21,5 милиона фунти) га је претворила у најскупљег румунског фудбалера, надмашивши рекордну цену од 22,5 милиона евра (15,8 милиона фунти) за трансфер Адријана Мутуа из Вероне у Челси 2003. године. Ђенова би такође могла да добије додатних 5 милиона евра (4,3 милиона фунти) као додатак.
Драгушин је дебитовао у Премијер лиги 14. јануара, ушао је као замена у 85. минуту за Оливера Скипа у ремију 2–2 против Манчестер јунајтеда.

### Репрезентација
Драгушина је одабрао савезни селектор Адријан Муту за УЕФА Европско првенство до 21 године 2021. након што је претходно одиграо две утакмице за Румунију у квалификацијама. Само једном је наступио на финалном турниру, пошто је заменио повређеног Алекса Пашкануа у 63. минуту ремија без голова са Немачком.
Драгушин је први пут позван у сениорски тим Румуније у марту 2022.  и 25. тог месеца је дебитовао ушавши у 88. минуту у пријатељској утакмици са Грчком у поразу са резултатом 1:0. Следеће године је почео у свих десет мечева квалификација за Европско првенство 2024, помажући својој нацији да победи у Групи И без пораза.
Ажурирано до утакмице одигране 7. јуна 2024
| Репрезентација | Година | Ута. | Голова |
| -------------- | ------ | ---- | ------ |
| Румунија       | 2022   | 3    | 0      |
| Румунија       | 2023   | 10   | 0      |
| Румунија       | 2024   | 4    | 0      |
| Укупно         | Укупно | 17   | 0      |

## Успеси

### Играчки
Јувентус У23
- Куп Италије Серија Ц: 2019/20.

Јувентус
- Куп Италије у фудбалу: 2020/21.
- Суперкуп Италије у фудбалу: 2020.

Тотенхем
- УЕФА Лига Европе: 2024/25.

Индивидуално
- Gazeta Sporturilor Румунски играч године: 2023.[19]